# Avenues United FC
Der Avenues United FC ist ein Fußballklub auf St. Vincent und den Grenadinen aus Kingstown.

## Geschichte
Der Klub ist mit der Gründung im Jahr 1965 einer der ältesten Klubs auf St. Vincent. Die erste bekannte Meisterschaft (Daten darüber liegen erst ab 1999/98 vor) erreichte das Team in der Saison 2009/10. Darauf folgten dann auch noch zwei weitere Meisterschaften in der Saison 2010/11 sowie in der Spielzeit 2012. Durch die erste Meisterschaft nahm man an der Ausgabe 2010 der CFU Club Championship teil. In der eigenen Gruppe C gelang es mit vier Punkten sich auf dem zweiten Platz zu positionieren und so hinter Joe Public aus Trinidad und Tobago in die nächste Runde einzuziehen. In der zweiten Runde unterlag man schließlich jedoch Bayamón FC aus Puerto Rico in beiden Partien mit drei Toren Unterschied und schied so aus dem laufenden Wettbewerb aus.
Seitdem gelang es zuletzt sich in der Saison 2017 die Meisterschaft zu holen.

## Erfolge
- Premier League
  - Meister: 2009/10, 2010/11, 2012, 2017